# John Bowman
Pour les articles homonymes, voir Bowman.
John Bowman est un acteur, scénariste et producteur américain né le 28 septembre 1957 à Milwaukee au Wisconsin et décédé le 28 décembre 2021 à Santa Monica en Californie.

## Filmographie

### Scénariste
- 1984 : Comedy Zone (2 épisodes)
- 1988-1994 : Saturday Night Live (21 épisodes)
- 1990 : It's Garry Shandling's Show (2 épisodes)
- 1990-1993 : In Living Color (42 épisodes)
- 1990 : Le Prince de Bel-Air (1 épisode)
- 1991 : The 18th Annual American Music Awards
- 1991 : Princesses (2 épisodes)
- 1992 : Best of Saturday Night Live: Special Edition
- 1992-1997 : Martin (132 épisodes)
- 1994-1995 : Murphy Brown (2 épisodes)
- 1996 : The Show (8 épisodes)
- 1997-2001 : Men Behaving Badly (2 épisodes)
- 1998-1999 : The Hughleys (4 épisodes)
- 2002-2003 : Cedric the Entertainer Presents (16 épisodes)
- 2005 : Saturday Night Live: The Best of Jon Lovitz
- 2007-2008 : Frank TV (25 épisodes)

### Acteur
- 1987 : Le Secret de mon succès : Proctor
- 1988 : Deux Flics à Miami : Paul Delgado (1 épisode)
- 1988 : Lui et moi : le serveur
- 1988 : Saturday Night Live : un videur et un soldat (2 épisodes)
- 1990 : Columbo : un homme (1 épisode)
- 1990 : In Living Color : le scénariste et le partenaire de John Sidekick (2 épisodes)
- 1991 : Baby Talk : Baby Zach (3 épisodes)
- 1993 : La Loi de Los Angeles : Tom Ostrow (1 épisode)
- 1993 : Bakersfield P.D. : le coupable (1 épisode)
- 1994 : Ellen : Glenn (1 épisode)
- 1996 : Seinfeld : Teddy Padilac (1 épisode)

### Producteur
- 1991 : Princesses (5 épisodes)
- 1992-1995 : Martin (81 épisodes)
- 1994-1998 : Murphy Brown (89 épisodes)
- 1996 : The Show (8 épisodes)
- 1997-2001 : Men Behaving Badly (13 épisodes)
- 1998-2000 : The Hughleys (44 épisodes)
- 2001 : Cedric the Coach
- 2002-2003 : Cedric the Entertainer Presents (16 épisodes)
- 2007-2008 : Frank TV (25 épisodes)
- 2008 : History of the Joke
- 2008 : Root of All Evil (18 épisodes)